# Marek Kisiel
Marek Kisiel (ur. 1950 w Będzinie, zm. 2014) – polski działacz siatkarski, prezes Śląskiego Związku Piłki Siatkowej, przewodniczący Wydziału ds. Młodzieży Polskiego Związku Piłki Siatkowej, działacz samorządowy.

## Życiorys
Pracował w komisji sportu, dzieci i młodzieży Urzędu Kultury Fizycznej i Sportu w Katowicach. Prowadził reprezentację Polski kadetów, której członkowie (potem, jako juniorzy) zdobywali złote medale mistrzostw Europy i świata. W 2004 został prezesem Śląskiego Związku Piłki Siatkowej, wygrywając w wyborach ze Zdzisławem Grodeckim.

## Upamiętnienie
Polski Związek Piłki Siatkowej organizuje Ogólnopolskie Mistrzostwa w Minisiatkówce im. Marka Kisiela o Puchar Kinder+Sport (Kisiel był współtwórcą tych zawodów).

## Rodzina
Miał żonę Zofię i syna Marka.